# 岩手県道230号丸森権現堂線
岩手県道230号丸森権現堂線（いわてけんどう230ごう まるもりごんげんどうせん）は、岩手県大船渡市を通る一般県道である。

## 概要
国道45号の旧ルート。JR大船渡線を挟んで国道より大船渡湾沿いを通っている。東日本大震災で被災する前までは沿線は昔からの商店街という趣であった。

### 路線データ
- 起点：大船渡市大船渡町字丸森（国道45号交点）
- 終点：大船渡市盛町字権現堂（国道45号・国道107号交点）

## 地理

### 通過する自治体
- 大船渡市

### 交差する道路
- 国道45号（起点）
- 国道45号・国道107号（終点）

### 沿線の施設など
- JR 大船渡線 盛駅